# Sphagnum cristatum
Sphagnum cristatum är en bladmossart som beskrevs av Georg Ernst Ludwig Hampe 1874. Sphagnum cristatum ingår i släktet vitmossor, och familjen Sphagnaceae. Inga underarter finns listade i Catalogue of Life.